# Водопьянова, Наталья Андреевна
Ната́лья Андре́евна Водопья́нова (4 июня 1981, Ленинград, РСФСР, СССР) — российская баскетболистка, нападающая.
В сборной России с 2001 года. Двукратный бронзовый призёр Олимпийских игр 2004 и 2008 годов. Серебряный призёр чемпионата мира 2006 года. Чемпионка Европы 2007 года. Являлась президентом ЖБК «Спартак» (Санкт-Петербург) до 2021 года. В настоящее время[какое?] занимает должность спортивного директора РФБ

## Награды и звания
- Заслуженный мастер спорта России
- Медаль ордена «За заслуги перед Отечеством» II степени (3 октября 2006) — за большой вклад в развитие физической культуры и спорта, высокие спортивные достижения[3]
- Медаль ордена «За заслуги перед Отечеством» I степени (2 августа 2009) — за большой вклад в развитие физической культуры и спорта, высокие спортивные достижения[4]
- Чемпионка Европы среди девочек (1997 год) и среди юниорок (2000 год)
- Обладатель бронзовой медали чемпионата России в составе питерской «Волны» (2000 год)
- Двукратная чемпионка Украины (2001 и 2002 года) в составе «Козачки» (Запорожье)
- Двукратная чемпионка Польши (2003 и 2004 года), а также финалист Евролиги-2004 в составе «Лотоса» (Гдыня). По итогам Евролиги-2004 вошла в символическую пятерку турнира
- Двукратный бронзовый призёр Олимпийских игр 2004 и 2008 годов
- Серебряный призёр чемпионата мира 2006 года
- Чемпионка Европы 2007 года
- Обладательница бронзовой медали в Евролиге 2009 в составе «УГМК»
- Золото Кубка России и чемпионата России 2009
- Обладатель Кубка Европы 2012 года
- Серебряный призёр чемпионата России: 2015
- Бронзовый призёр чемпионата России: 2014